# カール・グスタフ・アドルフ・クニース

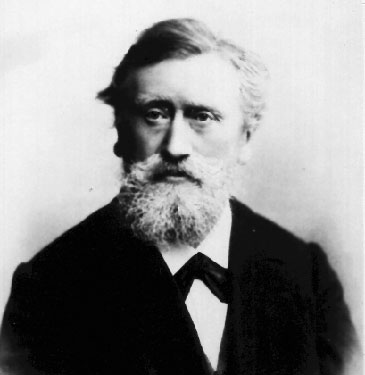
カール・グスタフ・アドルフ・クニース

カール・グスタフ・アドルフ・クニース（Karl Gustav Adolf Knies、1821年3月29日 - 1898年8月3日）は、ドイツ歴史学派の経済学者。

## 生涯
1855年にフライブルク大学教授、1865年から1896年までハイデルベルク大学の教授として経済学・統計学を講じた。ヘーゲルの影響を受けて、ロッシャーとヒルデブラントとともに歴史学派を創始し、経済現象をその他の社会現象とあわせ総合的に把握し、その歴史進化の過程を究明すべきであると主張し、シュモラー、アドルフ・ワグナーなどに影響を与えた。

## 著書
- 『政治経済学──歴史論の観点から』1853年
- 『貨幣と信用』全2巻 1873-79年
- 『世界の貨幣と硬貨』1874年
- 『統計学──独立した科学として』1850年